# Којнарска река
Којнарска река је река у северном делу Северне Македоније. Настаје од неколико мањих извора испод врхова Црног Врха и Страже на Црној Гори, у близини села Трнаве, у Прешевском крају. У атар села позната је под именом Трнавска река, код места Чукарке тече као Бањка и окреће на југ, улази у Кумановску околину, где поред села Табановца је називају Табановачка река, а даље затим поред села Коњара је називају Којнарска река, да би се у непосредној близини града сјединила са Липковском реком и формирају је заједно Кумановску Реку. Њен слив покрива површину од 151,59 km².

## Извор
Д. Масевски & М. Арсовски-Болто (2003) – Куманово [историја, уметност, традиција, култура]